# Francis Arinze
Francis Arinze (Eziowelle, 1 de novembro de 1932) é um cardeal católico nigeriano e Prefeito Emérito da Congregação para o Culto Divino e Disciplina dos Sacramentos.
Recebeu a ordenação sacerdotal em 1958 e ordenado bispo titular de Fissiana em 1965 e em 26 de junho de 1967 foi nomeado arcebispo da Arquidiocese de Onitsha, Nigéria. Em 1984 o Papa João Paulo II o designou Pró-Prefeito do Diálogo Inter-religioso. Resignou da Arquidiocese de Onitsha em 1985.
Continua frequentando o Vaticano como Cardeal e, em fevereiro de 2013, com o anúncio da renúncia do Papa, o nome de Francis Arinze foi muito cotado para substituir o Papa Bento XVI em Roma.

## Juventude
Arinze nasceu em Eziowelle, Anambra, Nigéria. Convertido de uma religião tradicional africana, ele foi batizado em seu nono aniversário (1º de novembro de 1941) pelo padre Michael Tansi, que foi beatificado por João Paulo II em 1998. Seus pais mais tarde se converteram ao catolicismo. Aos 15 anos, ele entrou All Hallows Seminário de Onitsha onde se formou e ganhou uma filosofia grau em 1950. Seu pai foi inicialmente se opôs à sua entrada no seminário, mas depois de ver o quanto Francis gostei, ele encorajou-o. Arinze permaneceu no All Hallows até 1953 para lecionar. Em 1955, ele foi para Roma para estudar teologia na Pontifícia Universidade Urbana, onde finalmente obteve o doutorado em teologia sagrada summa cum laude. Em 23 de Novembro 1958, na capela da universidade, Arinze foi ordenado para o sacerdócio por Grégoire-Pierre XV Agagianian, pro-prefeito da Sagrada Congregação para a Propagação da Fé ( Propaganda Fide ).

## Como padre
Após a ordenação, o padre Arinze permaneceu em Roma, obtendo o mestrado em teologia em 1959 e o doutorado em 1960. Sua tese de doutorado sobre "O sacrifício de Ibo como introdução à catequese da Santa Missa " foi a base para sua muito utilizada obra de referência, "Sacrifício in Ibo Religion ", publicado em 1970. De 1961 a 1962, Arinze foi professor de liturgia , lógica e filosofia básica no Bigard Memorial Seminary . De lá, ele foi nomeado secretário regional para a educação católica para a parte oriental da Nigéria. Eventualmente, Arinze foi transferido para Londres, onde frequentou o Instituto de Educação e se formou em 1964.

## Episcopado
Francis Arinze se tornou o mais jovem bispo católico romano do mundo quando foi consagrado em 29 de agosto de 1965, aos 32 anos. Ele foi nomeado bispo titular de Fissiana e nomeado Coadjutor do arcebispo de Onitsha, na Nigéria. Ele participou da sessão final do Concílio Vaticano II nesse mesmo ano. Ele se tornou arcebispo de Onitsha em 26 de junho de 1967. Ele foi o primeiro africano nativo a chefiar sua diocese, sucedendo ao arcebispo Charles Heerey , um missionário irlandês.

### Como arcebispo
O novo arcebispo não teve muito tempo para ocupar seu cargo antes do início da guerra Nigéria-Biafra. Toda a arquidiocese estava localizada no território separatista de Biafra durante a Guerra Civil da Nigéria. Como resultado da guerra, o arcebispo Arinze teve que fugir de sua cidade de Onitsha e viver como refugiado, primeiro em Adazi e depois em Amichi, durante os três anos da guerra, que durou de 1967 a 1970.
Apesar de seu próprio status de refugiado, Dom Arinze trabalhou incansavelmente pelos refugiados, deslocados, enfermos e famintos, apoiando sacerdotes e religiosos e dando aos fiéis esperança para o futuro. Com a ajuda de missionários estrangeiros, ele supervisionou o que um trabalhador humanitário internacional chamou de "uma das distribuições mais eficazes e eficientes de materiais humanitários" da história. Ele também teve o cuidado de manter a Igreja separada do conflito político em curso, ganhando o respeito de todas as facções do país.
Francis Arinze ainda era arcebispo de Onitsha quando a guerra Nigéria-Biafra terminou em 1970. Como parte de Biafra, Onitsha e seu povo sofreram muito na guerra de três anos. As casas e os negócios das pessoas foram devastados, e a região já pobre estava afundando cada vez mais na pobreza. O fim da guerra não significou o fim dos desafios que o jovem arcebispo enfrentava.
O governo nigeriano deportou todos os missionários estrangeiros estacionados na arquidiocese, deixando apenas o clero e os religiosos nativos, que eram poucos. O governo também confiscou as escolas católicas, muitas das quais serviam também como igrejas ou salões paroquiais.
Impressionado com as muitas realizações de Arinze como líder de uma arquidiocese com poucos recursos e sua capacidade de trabalhar lado a lado com os muçulmanos que representam uma minoria forte e que não deve ser ignorada, o Papa João Paulo II em 1979 nomeou Arinze pró-presidente da o Secretariado do Vaticano para os Não Cristãos, mais tarde renomeado como Pontifício Conselho para o Diálogo Inter-religioso. Arinze continuou como o ordinário de sua arquidiocese e foi eleito por unanimidade como presidente da Conferência dos Bispos da Nigéria em 1984.
Um ano depois, o povo de Onitsha organizou uma peregrinação a Roma quando souberam que o arcebispo Arinze seria nomeado cardeal no Consistório de 25 de maio de 1985. No mesmo ano, recebeu o título de chefia dos Ochudouwa de Eziowelle.

## Cardeal
Em 8 de abril de 1985, Arinze renunciou ao cargo em Onitsha, e o Papa o nomeou Cardeal-Diácono de San Giovanni della Pigna no consistório celebrado em 25 de maio de 1985; foi elevado à categoria de cardeal-sacerdote em 1996. Dois dias após sua elevação a cardeal diácono, Arinze foi nomeado presidente do Pontifício Conselho para o Diálogo Interreligioso .
Ele serviu em várias funções relacionadas, incluindo o presidente da Assembleia Especial para a África do Sínodo dos Bispos. Ele também recebeu honras nesta capacidade: Em 24 de outubro de 1999, ele recebeu um medalhão de ouro do Conselho Internacional de Cristãos e Judeus por suas realizações notáveis nas relações inter-religiosas. Ele viajou muito e se tornou um orador popular nos Estados Unidos.
Arinze foi membro da Comissão do Grande Jubileu do Ano 2000. Nessa qualidade, trabalhou em estreita colaboração com bispos e padres em todo o mundo na preparação para a rara celebração da Igreja. Em 1 ° de outubro de 2002, o Papa João Paulo II nomeou-o prefeito da Congregação para o Culto Divino e a Disciplina dos Sacramentos .
Quando o Papa João Paulo II morreu em 2 de abril de 2005, todas as principais autoridades do Vaticano - incluindo Arinze - perderam automaticamente seus cargos. Foi considerado papável , ou seja, candidato à eleição para o papado, no conclave papal que se seguiu, no qual foi cardeal eleitor. Ele retornou ao seu posto como prefeito da Congregação para o Culto Divino quando confirmado pelo recém-eleito Papa Bento XVI em 21 de abril de 2005, e em 25 de abril Bento o nomeou cardeal bispo de Velletri-Segni .
Em 9 de dezembro de 2008, Bento XVI aceitou a renúncia de Arinze como prefeito da Congregação para o Culto Divino.
Arinze continua ativo e em 2009 fez o discurso de formatura no Instituto Agostinho em Denver. Ele ativamente catequiza via Familyland TV para as Américas, Filipinas, África e Europa. Ele produziu mais de 1.700 programas de televisão com o Apostolado para a Consagração da Família . Os programas cobrem quase todas as encíclicas e cartas apostólicas do Papa João Paulo II , o Vaticano II e muitos outros tópicos. Em julho de 2009, ele fez um importante discurso promovendo o diálogo inter-religioso no The City Club of Cleveland. Ele também é o autor de vários livros junto com um "Programa Catequético de Consagração e Verdade" completo para crianças e adultos.